# Vreemde oorzaak
Een vreemde oorzaak is in het Belgisch aansprakelijkheidsrecht iedere gebeurtenis buiten de wil van de aansprakelijke om die door hem niet kon worden voorzien of vermeden.
De vreemde oorzaak is niet gelijk te stellen met overmacht: de vreemde oorzaak is breder. Onder de vreemde oorzaak valt overmacht, de fout van de benadeelde of de fout van een derde. Onder overmacht valt elke gebeurtenis die zich voordoet buiten ieder aanwijsbaar menselijk handelen en niet kon worden voorzien of vermeden. Onder de vreemde oorzaak vallen ook gebeurtenissen die te wijten zijn aan het menselijk handelen.
Hoewel de begrippen "vreemde oorzaak" en "overmacht" technisch gezien niet volledig dezelfde lading hebben, worden ze vaak door elkaar gebruikt.

## Voorwaarden
Zodat men de vreemde oorzaak kan inroepen, is het vereist dat de aansprakelijke zelf geen schuld heeft aan de totstandkoming van de vreemde oorzaak. Bovendien moet hij zich doorheen de situatie  gedragen als een goede  huisvader. Het aannemen van een vreemde oorzaak leidt tot de bevrijding van aansprakelijkheid in hoofde van de persoon die een objectieve onrechtmatigheid beging.

## Bewijs
Bij de schending van een specifieke gedragsnorm is het aan de dader om de vreemde oorzaak te bewijzen. Een negatief bewijs volstaat: hij moet geloofwaardig maken dat er sprake was van een vreemde oorzaak.
Bij de schendig van de algemene zorgvuldigheidsnorm wordt het bestaan van de vreemde oorzaak mee in de beoordeling betrokken. Men moet nagaan of de schade voorzienbaar was. Is dit niet het geval, dan is er geen schending van de algemene zorgvuldigheidsnorm. Is dit echter wel het geval, dan moet de aansprakelijke maatregelen treffen om de schade te vermijden, ten gevolge waarvan de oorzaak buiten de wil van de aansprakelijke komt te liggen.
De vreemde oorzaak wordt sneller aangenomen bij de schending van de algemene zorgvuldigheidsnorm dan bij de schending van een specifieke gedragsnorm.